# F.E.A.R. (альбом)
F.E.A.R. — восьмой студийный мэйджор-лейбл альбом американской альтернативной рок-группы Papa Roach, вышедший 27 января 2015 года.

## История
4 февраля 2014 года группа объявила о начале студийной работы над новым альбомом.
25 февраля участники группы приняли участие в онлайн-чате и рассказали о том, что уже готово четыре новых песни, назвав три из них: «Broken as Me», «Gravity» и «War Over Me». 24 апреля вокалист Джекоби Шэддикс раскрыл ещё несколько названий песен с грядущего альбома: «Never Have to Say Goodbye» и «Face Everything and Rise».
10 июля было объявлено, что новый альбом, получивший название F.E.A.R., будет выпущен в начале 2015 года. 30 августа стало известно, что заглавная песня, «Face Everything and Rise», будет выпущена в качестве первого сингла с альбома и что сорежиссёром клипа на данную песню станет сам Шэддикс. 9 октября 2014 года была объявлена дата выпуска альбома — 27 января 2015 года.
Трек «Warriors» был выпущен онлайн 21 октября 2014 года. Заглавный трек «Face Everything and Rise» также вышел в цифровом формате 4 ноября 2014 года. Песни «Broken as Me» и «Never Have to Say Goodbye» стали доступны в библиотеке iTunes у людей, сделавших предзаказ альбома, 16 декабря 2014 года и 15 января 2015 года соответственно. Позднее обе песни были выпущены на официальном YouTube-канале лейбла Eleven Seven. Песня «Falling Apart» была выпущена 18 января 2015 года в качестве радио-сингла на BBC Radio 1.
Альбом был полностью выложен на официальном YouTube-канале Eleven Seven 22 января 2015 года, за пять дней до официального релиза.

## Список композиций
| №   | Название                                               | Длительность |
| --- | ------------------------------------------------------ | ------------ |
| 1.  | «Face Everything and Rise»                             | 3:11         |
| 2.  | «Skeletons»                                            | 3:55         |
| 3.  | «Broken as Me»                                         | 3:37         |
| 4.  | «Falling Apart»                                        | 3:08         |
| 5.  | «Love Me Till It Hurts»                                | 3:43         |
| 6.  | «Never Have to Say Goodbye»                            | 3:47         |
| 7.  | «Gravity» (совместно с Марией Бринк из In This Moment) | 4:04         |
| 8.  | «War Over Me»                                          | 3:58         |
| 9.  | «Devil»                                                | 3:27         |
| 10. | «Warriors» (совместно с Royce da 5'9")                 | 2:56         |

| №                   | Название                | Длительность |
| ------------------- | ----------------------- | ------------ |
| 11.                 | «Hope for the Hopeless» | 2:59         |
| 12.                 | «Fear Hate Love»        | 3:27         |
| Общая длительность: | Общая длительность:     | 42:11        |

## Участники записи
Papa Roach
- Джекоби Шэддикс — вокал
- Джерри Хортон — гитара, бэк-вокал
- Тобин Эсперанс — бас-гитара, бэк-вокал
- Тони Палермо — барабаны, перкуссия